# 1. Liga (Tschechoslowakei)
Die 1. Liga oder halboffiziell auch 1. Gesamtstaatliche Eishockeyliga (tschechisch: 1. celostátní hokejová liga, slowakisch: 1. celoštátna hokejová liga, kurz ČSHL) war zwischen 1936 und 1993 die höchste tschechoslowakische Spielklasse im Eishockey, in der der Titel des tschechoslowakischen Eishockeymeisters ausgespielt wurde. Unterhalb der 1. Liga wurde 1953 mit der 2. Liga die zweithöchste Spielklasse eingeführt. Zwischen der 1. und der 2. Liga gab es Auf- und Abstiege, wobei die Auf- und Absteiger entweder direkt oder über Relegationsspiele ermittelt wurden. Im Zuge der Auflösung der Tschechoslowakei und der Bildung der Slowakei und Tschechiens gingen aus der gemeinsamen Liga die slowakische und die tschechische Extraliga hervor.

## Geschichte
Die 1. Liga entstand 1936 aus der Meisterschaft der Länder der Böhmischen Krone (Mistrovství zemí Koruny české), die vor dem Ersten Weltkrieg ausgespielt wurde. Serienmeister dieser Böhmischen Meisterschaft war der SK Slavia Praha, der den Titel 1909, 1911 und 1912 gewann.
Das erste Spiel der 1. Liga wurde am 3. Januar 1937 zwischen dem ČSK Vítkovice und AC Sparta Prag ausgetragen. Neben diesen beiden Klubs gehörten fünf weitere der neuen Liga an: LTC Prag, AC Stadion České Budějovice, HC Tatry Poprad, Troppauer EV Opava, SK Slavia Prag und der BK Mladá Boleslav. Nach insgesamt sieben Spieltagen stand der erste Meister der Liga fest: LTC Prag.
Die höchste Spielklasse im Eishockey änderte während ihres Bestehens mehrfach den Namen:
- 1936/37 – 1937/38 und 1945/46 – 1948/49 slowakisch: Štátna liga, tschechisch: Státní liga (deutsch: Staatsliga)
- 1949/50 slowakisch: Celoštátna majstrovská súťaž, tschechisch: Celostátní mistrovská soutěž (deutsch: Gesamtstaatlicher Meisterwettberb)
- 1950/51 slowakisch: Celoštátné majstrovstvo, tschechisch Celostátní mistrovství (deutsch: Gesamtstaatliche Meisterschaft)
- 1951/52 – 1955/56 slowakisch: Majstrovstvo republiky, tschechisch: Mistrovství republiky (deutsch: Meisterschaft der Republik)
- 1956/57 – 1992/93 slowakisch: 1. liga, tschechisch: 1. liga (deutsch: 1. Liga)

In der Saison 1938/39 verlief nur eine Torso-Meisterschaft. Während des Zweiten Weltkrieges und der Zerschlagung der Tschechoslowakei wurde parallel die Mistrovství Čech a Moravy / Národní liga im Protektorat Böhmen und Mähren und die Slovenská liga in der Slowakischen Republik ausgespielt. 1944/45 fand die Meisterschaft praktisch nicht statt.
Nach 1945 wurde mit dem Bau von Kunsteisstadien die Eishockey-Infrastruktur deutlich verbessert, so dass viele Vereine entstanden und neue Mitglieder in die Spielklasse aufgenommen wurden. Dadurch stieg auch die Zahl der Saisonspiele, was zu einer Professionalisierung des Sports führte.
Mitte der 1960er Jahre stabilisierte sich die Liga in Bezug auf Teilnehmeranzahl und Modus, bevor Anfang der 1970 das erste Mal Play-offs eingeführt wurden. Die Liga kehrte jedoch schnell zum vorherigen Spielmodus zurück. 1980 wurde in der Tschechoslowakei bei Gleichstand nach 60 Minuten Spielzeit eine Verlängerung mit Sudden Death oder anschließendem Penalty-Schießen etabliert. Ab der Saison 1993/94 gibt es in der Tschechischen Republik und der Slowakei jeweils die Extraliga als selbständige Meisterschaften.

## Meister
- Hauptartikel Tschechoslowakischer Meister

In der Geschichte der 1. Liga konnten zwei Klubs jeweils zwölfmal die Meisterschaft feiern: ASD Dukla Jihlava und der LTC Prag. Von Mitte der 1950er bis Mitte der 1960er Jahre dominierte ZKL Brno die Liga, bevor Dukla Jihlava zum Serienmeister der Tschechoslowakei wurde. Klubs aus dem Gebiet der heutigen Slowakei konnten nur selten Erfolge in der Liga feiern, Ausnahmen waren der Meistertitel von Slovan Bratislava 1979 sowie die von HC Dukla Trenčín bzw. HC Košice Ende der 1980er Jahre.
| Klub                 | Titel | Verbleib                                                       |
| -------------------- | ----- | -------------------------------------------------------------- |
| ASD Dukla Jihlava    | 12    | heute in der 1. Liga (Tschechien)                              |
| LTC Prag             | 12    | 1964 aufgelöst, inklusive Meistertitel der Českomoravská liga  |
| ZKL Brno             | 11    | 1. Liga (Tschechien)                                           |
| HC Kladno            | 6     | heute in der Extraliga (Tschechien)                            |
| HC Sparta Prag       | 4     | Extraliga (Tschechien)                                         |
| HC Moeller Pardubice | 3     | Extraliga (Tschechien)                                         |
| HC Košice            | 2     | Extraliga (Slowakei)                                           |
| HC Vítkovice Steel   | 2     | Extraliga (Tschechien)                                         |
| ATK Prag             | 1     | 1956 Fusion mit HC Tankista Prag zum späteren HC Dukla Jihlava |
| HC České Budějovice  | 1     | Extraliga (Tschechien)                                         |
| I. ČLTK Prag         | 1     | Ab 1953 als Motorlet Prag; Auflösung 1998                      |
| HC Slovan Bratislava | 1     | KHL                                                            |
| HC Dukla Trenčín     | 1     | Extraliga (Slowakei)                                           |

## Toptorjäger

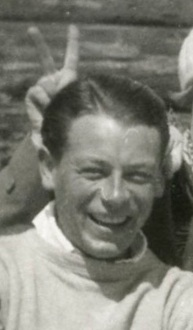
Josef Maleček

In der Tschechoslowakei wurde jährlich derjenige Spieler ausgezeichnet, der am meisten Tore in der zurückliegenden Spielzeit erzielt hatte. Diese Auszeichnung konnten Vladimír Zábrodský und Vladimír Růžička jeweils fünf Mal erringen. In der Spielzeit 1989/90 gelang es dem erst 19-jährigen Robert Reichel, sowohl als Toptorjäger, Topscorer und bester Juniorenspieler ausgezeichnet zu werden.
| Saison  | Name                          | Klub                         | Tore |
| ------- | ----------------------------- | ---------------------------- | ---- |
| 1936/37 | Josef Maleček                 | LTC Prag                     | 16   |
| 1937/38 | Mike Buckna                   | LTC Prag                     | 14   |
| 1945/46 | Vladimír Kobranov             | I. ČLTK Prag                 | 10   |
| 1946/47 | Vladimír Zábrodský            | LTC Prag                     | 17   |
| 1947/48 | Vladimír Kobranov             | I. ČLTK Prag                 | 20   |
| 1948/49 | Vladimír Zábrodský            | LTC Prag                     | 19   |
| 1949/50 | Antonín Bubník                | ATK Prag                     | 26   |
| 1950/51 | Čeněk Pícha                   | SKP České Budějovice         | 24   |
| 1951/52 | Oldřich Seiml Miroslav Kluc   | HC Vítkovice Chomutov        | 23   |
| 1952/53 | Miroslav Kluc                 | Chomutov                     | 33   |
| 1953/54 | Vladimír Zábrodský            | Spartak Prag Sokolovo        | 30   |
| 1954/55 | Miroslav Klůc                 | Chomutov                     | 25   |
| 1955/56 | Miroslav Kluc                 | Chomutov                     | 26   |
| 1956/57 | Vladimír Zábrodský            | Spartak Prag Sokolovo        | 33   |
| 1957/58 | Václav Pantůček               | RH Brno                      | 27   |
| 1958/59 | Vladimír Zábrodský            | Spartak Prag Sokolovo        | 23   |
| 1959/60 | Ján Starší                    | HC Slovan Bratislava         | 28   |
| 1960/61 | Václav Pantůček Jozef Golonka | RH Brno HC Slovan Bratislava | 35   |
| 1961/62 | Josef Vimmer                  | SONP Kladno                  | 38   |
| 1962/63 | Jaroslav Volf                 | SONP Kladno                  | 28   |
| 1963/64 | Josef Černý                   | ZKL Brno                     | 44   |
| 1964/65 | Zdeněk Špaček                 | Tesla Pardubice              | 33   |
| 1965/66 | Jan Klapáč                    | ASD Dukla Jihlava            | 41   |
| 1966/67 | Václav Nedomanský             | HC Slovan Bratislava         | 40   |
| 1967/68 | Jan Havel                     | HC Sparta Prag               | 38   |

| Saison  | Name                           | Klub                       | Tore |
| ------- | ------------------------------ | -------------------------- | ---- |
| 1968/69 | Jaroslav Jiřík                 | ZKL Brno                   | 36   |
| 1969/70 | Josef Černý                    | ZKL Brno                   | 32   |
| 1970/71 | Jan Havel                      | HC Sparta Prag             | 32   |
| 1971/72 | Václav Nedomanský              | HC Slovan Bratislava       | 31   |
| 1972/73 | Július Haas                    | HC Slovan Bratislava       | 32   |
| 1973/74 | Václav Nedomanský              | HC Slovan Bratislava       | 46   |
| 1974/75 | Milan Nový                     | Poldi Kladno               | 44   |
| 1975/76 | Milan Nový                     | Poldi Kladno               | 32   |
| 1976/77 | Milan Nový                     | Poldi Kladno               | 59   |
| 1977/78 | Jaroslav Pouzar                | HC České Budějovice        | 42   |
| 1978/79 | Vladimír Martinec              | Tesla Pardubice            | 42   |
| 1979/80 | Vincent Lukáč                  | VSŽ Košice                 | 43   |
| 1980/81 | Jiří Lála                      | Dukla Jihlava              | 40   |
| 1981/82 | Igor Liba                      | VSŽ Košice                 | 35   |
| 1982/83 | Vincent Lukáč                  | Dukla Jihlava              | 49   |
| 1983/84 | Vladimír Růžička               | CHZ Litvínov               | 31   |
| 1984/85 | Vladimír Růžička Oldřich Válek | CHZ Litvínov Dukla Jihlava | 38   |
| 1985/86 | Vladimír Růžička               | CHZ Litvínov               | 41   |
| 1986/87 | Jan Jaško                      | HC Slovan Bratislava       | 33   |
| 1987/88 | Vladimír Růžička               | Dukla Trenčín              | 38   |
| 1988/89 | Vladimír Růžička               | Dukla Trenčín              | 46   |
| 1989/90 | Robert Reichel                 | HC Chemopetrol Litvínov    | 49   |
| 1990/91 | Ladislav Lubina                | HC Pardubice               | 41   |
| 1991/92 | Žigmund Pálffy                 | Dukla Trenčín              | 41   |
| 1992/93 | Jan Čaloun                     | CHZ Litvínov               | 44   |

## Topscorer
Neben der Auszeichnung zum besten Torschützen wurde in der Tschechoslowakei seit 1961 auch der erfolgreichste Punktesammler der Saison gekürt. Milan Nový gewann diese Auszeichnung insgesamt sechs Mal (1973, 1976, 1977, 1978, 1981 und 1982) für Poldi Kladno. Dahinter rangiert Václav Nedomanský von HC Slovan Bratislava mit vier Auszeichnungen (1967, 1971, 1972 und 1974).
| Jahr    | Name                   | Klub                    | Punkte | Tore | Assists |
| ------- | ---------------------- | ----------------------- | ------ | ---- | ------- |
| 1961/62 | Jozef Golonka          | HC Slovan Bratislava    | 50     | 32   | 18      |
| 1962/63 | Jiří Dolana            | HC Pardubice            | 43     | 27   | 16      |
| 1963/64 | Josef ČernýJosef Černý | TJ ZKL Brno             | 56     | 44   | 12      |
| 1964/65 | Jan Klapáč             | ASD Dukla Jihlava       | 42     | 34   | 8       |
| 1965/66 | Jaroslav Holík         | ASD Dukla Jihlava       | 69     | 27   | 42      |
| 1966/67 | Václav Nedomanský      | HC Slovan Bratislava    | 60     | 20   | 40      |
| 1967/68 | Jan Havel              | HC Sparta Prag          | 54     | 39   | 15      |
| 1968/69 | Jan Suchý              | ASD Dukla Jihlava       | 54     | 28   | 26      |
| 1969/70 | Jiří Kochta            | HC Sparta Prag          | 52     | 25   | 27      |
| 1970/71 | Václav Nedomanský      | HC Slovan Bratislava    | 55     | 37   | 18      |
| 1971/72 | Václav Nedomanský      | HC Slovan Bratislava    | 56     | 35   | 21      |
| 1972/73 | Milan Nový             | Poldi Kladno            | 56     | 39   | 17      |
| 1973/74 | Václav Nedomanský      | HC Slovan Bratislava    | 74     | 46   | 28      |
| 1974/75 | Ivan Hlinka            | CHZ Litvínov            | 78     | 36   | 42      |
| 1975/76 | Milan Nový             | Poldi Kladno            | 57     | 35   | 22      |
| 1976/77 | Milan Nový             | Poldi Kladno            | 89     | 59   | 30      |
| 1977/78 | Milan Nový             | Poldi Kladno            | 75     | 40   | 35      |
| 1978/79 | Marian Štastný         | HC Slovan Bratislava    | 74     | 39   | 35      |
| 1979/80 | Vincent Lukáč          | VSŽ Košice              | 67     | 43   | 24      |
| 1980/81 | Milan Nový             | Poldi Kladno            | 80     | 32   | 48      |
| 1981/82 | Milan Nový             | Poldi Kladno            | 67     | 29   | 38      |
| 1982/83 | Vincent Lukáč          | VSŽ Košice              | 68     | 49   | 19      |
| 1983/84 | Vladimír Růžička       | CHZ Litvínov            | 54     | 31   | 23      |
| 1984/85 | Miroslav Ihnačák       | VSŽ Košice              | 66     | 35   | 31      |
| 1985/86 | Vladimír Růžička       | CHZ Litvínov            | 73     | 41   | 32      |
| 1986/87 | David Volek            | HC Sparta Prag          | 52     | 27   | 25      |
| 1987/88 | Jiří Lála              | HC České Budějovice     | 68     | 30   | 38      |
| 1988/89 | Vladimír Růžička       | Dukla Trenčín           | 84     | 46   | 38      |
| 1989/90 | Robert Reichel         | HC Chemopetrol Litvínov | 83     | 49   | 34      |
| 1990/91 | Radek Ťoupal           | Dukla Trenčín           | 82     | 22   | 60      |
| 1991/92 | Žigmund Pálffy         | Dukla Trenčín           | 74     | 41   | 33      |
| 1992/93 | Žigmund Pálffy         | Dukla Trenčín           | 79     | 38   | 41      |